# Gérald Kilota
Gérald Kilota, né le 2 janvier 1994 à Saint-Denis en France, est un footballeur français qui joue au poste de défenseur.

## Biographie

### Carrière en club
Formé au Stade Malherbe de Caen, Gérald Kilota évolue en équipe réserve du club normand pendant deux saisons.

#### Clermont Foot
Le 1er juillet 2013, il signe un contrat de trois ans en faveur du Clermont Foot 63 . Il fait ses débuts avec le club auvergnat le 30 août 2013 face à l'US Créteil, match comptant pour la cinquième journée de Ligue 2. Il réalise trois saisons en Auvergne pour seulement six rencontres disputées en équipe première, et joue principalement en équipe réserve. L'entraîneuse Corinne Diacre ne souhaitant pas renouveler son contrat, il part libre.

#### RFC Seraing
Le 4 août 2016, il signe en faveur du club belge du RFC Seraing. Il fait ses débuts en Belgique, le 2 septembre 2016 face au KSK Hasselt en Nationale 1. Kilota accède successivement en Challenger Pro League lors de la saison 2020-2021 puis à la Jupiler Pro League lors de la saison 2021-2022. Il jouera son premier match dans l'élite, le 24 juillet 2021 lors d'une défaite 2-0 contre le KV Courtrai en Jupiler Pro League. Il marque son premier but professionnel le 24 août 2020 lors d'une victoire 5 buts à 3 face au Lommel SK en deuxième division. Il est le joueur le plus capé de l'histoire du club avec 193 rencontres disputées.

#### Exil en Irak
Lors du mercato estival 2024, Kilota décide de relever un nouveau défi au Proche-Orient, à l'Al-Qowa Al-Jawiya en Irak.